# Тарковский, Джамалутдин Далгатович
Джамалутдин Далгатович Тарковский (1849 году, Нижнее Казанище, Темир-Хан-Шуринский округ, Дагестанская область — 1906 год, похоронен в селе Нижнее Казанище) — кумыкский князь, помещик-землевладелец, общественно-политический деятель Дагестана в конце XIX-го и в начале XX веков. С 1885 года наиб (начальник) Темир-хан-Шуринского наибства (участка).

## Биография
Отец Джамалутдина Далгат (умер в 1852 году) был старшим сыном шамхала Абу-Муслим-хана Тарковского от наложницы (караваш), жил в Нижнем Казанище. Младшим братом Далгата был Шамсудин, последний шамхал Тарковский и валий Дагестанский (до упразднения шамхальства в 1867 году).
Джамалутдин после учёбы в сельском медресе и затем в светской школе в Темир-хан-Шуре учился в военном училище в Ставрополе, но не закончив его пошёл на службу оруженосцем в конный эскадрон. В 1885 году он был назначен наибом Темир-хан-Шуринского участка с управой в Нижнем Казанище (куда входили селения Нижний и Верхний Казанище, Кафыр-Кумух, Халимбек-аул, Ишкарты, Буглен, Муслим-аул, Ахатлы, Верхний Каранай). Джамалутдин считался исламским духовенством незаконнорождённым отпрыском шамхальского дома и не воспринимался ими законным владетелем, поэтому его назначение на эту должность воспринималось ими, как унижение и оскорбление их традиций (адатов). Казанищенцы не хотели пускать его в село и только вмешательство генерал-губернатора Дагестанской области с угрозой применения сил изменило ситуацию. Как записано в досье на Джамалутдина; «… из дворян Дагестанской области, прежде по ошибке был именован князем. Вероисповедания магометанского. Грамотен. Холост.», мы видим, что царская администрация в вопросах присвоения титулов проявляла осторожность, несмотря на громкие фамилии.

## Общественная деятельность
Джамалутдин Тарковский во время его службы, которая длилась 20 лет, создал в селе Нижнее Казанище «учёный совет» («ойчу-хана»), куда входили представители духовенства и узденства, Этот совет был создан для коллегиального решения вопросов по жизнеобеспечению и хозяйственной деятельности всего наибства. При наибе Джамалутдине Тарковском в селе началось строительство оросительного канала протяжённостью 20 км для полива 700 га пахотной земли, строительство каменных мостов, новых дорог, школ и медресе. Будучи крупным землевладельцем, он выделял часть земель и леса для нужд бедных односельчан. Помогал материально и ходатайствами особым одарённым детям для продолжения образования в высших учебных и военных заведениях по всей России. При его содействии во время его наибства сделали военную карьеру Абсалдин Даидбеков, Даниял Алыпкачев, Бейбулатов, Темир-Булат, Сурхай Сафаралиев, Джалалутдин, Ибрагим и Пахрутдин из семьи Коркмасовых. Он также помогал Даниялу Апашеву, Гайдару Бамматову, Зубаиру Темирханову и Адиль-Гирею Даидбекову, которые впоследствии работая на разных чиновничьих должностях стали видными деятелями. после Февральской революции 1917 года.
Как отметил в своей статье дагестанский историк Г.Оразаев: «В этот период селение переживало самый расцвет экономики, казанищенское общество являлось одним из самых развитых и зажиточных во всей Дагестанской области. Наиболее богатыми считались семьи Даитбековых, Тонаевых, не говоря о представителях рода Тарковских, которые тогда проживали здесь».
Из книги М.Гаджиева, мы цитируем; «По сводкам на 1913 год, у казанищенского общества, было 17 мельниц, 98 тысяч голов овец, 20 тысяч голов скота, 12 тысяч лошадей. Самые богатые помещики Тонаев Джанхуват-хаджи и Тонаев Ибрагим имели по 9-10 тысяч овец каждый, у наиба Джамалутдина Тарковского две тысячи лошадей»..
Джамалутдин Тарковский умер внезапной смертью в Кисловодске и был похоронен в Нижнем Казанище с большими почестями. После его смерти наибством управляла его вдова Патимат-бике Тарковская.

## Карьера
- 1 июня 1869 год -оруженосец в 3-м взводе в Лейб-гвардии Кавказского эскадрона Собственного ЕВ конвоя.
- 3 марта 1870 год произведён в юнкеры.
- С 1877 года словесный переводчик канцелярии начальника Дагестанской области.
- С 1881 года подпоручик милиции, в том же году командир первой сотни Дагестанской постоянной милиции.
- С 1883 года поручик милиции.
- С 1885 года наиб (начальник) Темир-хан-Шуринского участка.
- В 1887 году произведён в штабс-капитаны.
- В 1898 году в звании ротмистра.

## Награды
- Орден Святого Станислава III степени в 1888 году;
- Орден Святого Владимира IV степени;
- Орден Святого Станислава II степени;
- Орден Святой Анны III степени в 1895 году;
- Серебряная медаль на Аннинской ленте с надписью "За службу в Соб. конвое Гос. Имп. Александра Николаевича;
- Бронзовая медаль за участие в войне с Турцией (1877—1878) годы;
- Бронзовая медаль за труды по первой всеобщей переписи населения Рос. Империи в 1897 году[5].

## Семья
Был женат на Патимат-бике Казаналиповой, родной сестре бека Асельдера Казаналипова, детей не имели.